# Scott Thompson
Scott Thompson (ur. 12 czerwca 1959 w North Bay) – kanadyjski aktor i komik, od 1984 roku członek formacji skeczowej The Kids in the Hall. Trzykrotny laureat nominacji do nagrody Emmy.
Studiował na York University. Na antenie kanadyjskiej stacji telewizyjnej Global Television Network prowadził reality show My Fabulous Gay Wedding. Jest zdeklarowanym gejem.

## Filmografia
- Another Gay Sequel: Gays Gone Wild (2008)
- Kolejny gejowski film (Another Gay Movie, 2006)
- Pacyfikator (The Pacifier, 2005)
- Roboluch (Roboroach, 2002) (serial TV)
- Mickey Niebieskie Oko (Mickey Blue Eyes, 1999)
- Millennium (1989)